# DR Byen (métro de Copenhague)
DR Byen est une station de la ligne 1 du métro de Copenhague située sur l'île d'Amager sur la commune de Copenhague.

## Situation
La station de métro DR Byen est située à Copenhague dans le quartier d'Ørestad sur  Ørestads Boulevard.
Elle est située entre les stations Islands Brygge et Sundby.

## Histoire
La station de métro DR Byen entre en service le 19 octobre 2002.
Jusqu'au 25 septembre 2006, la station est nommée Universitetet puisqu'elle devait desservir de futurs bâtiments universitaires.
Elle doit son nom actuel au siège de DR (radio et télévision publique danoise) construit en 2009 et situé à proximité. La construction de cette station a permis le développement urbain du nouveau quartier d'Ørestad dont elle dessert le secteur nord (Ørestad Nord en danois).

## Services au voyageurs

### Accès
La station DR Byen est aérienne. Elle est accessible par deux escaliers et un ascenseur menant directement au quai situé sur un viaduc. La station ne possède pas de niveau destiné à l'information des voyageurs et à la vente des titres de transport.

### Quais
La station dispose d'un quai central couvert et à l'air libre desservant 2 voies sur lesquelles circulent les métros à conduite automatique. Les voies sont séparées du quai par des portes vitrées à ouverture automatique. Des écrans informent les voyageurs des directions et du temps d'attente pour les prochains métros.

### Intermodalité
La station est en correspondance avec le réseau de bus de l'agglomération de Copenhague.
De nombreux emplacements pour le stationnement des vélos sont disponibles sur les espaces publics alentour ainsi qu'en-dessous de la station située en viaduc.

## À proximité
- DR Byen : siège de la radio et de la télévision publique danoise
- DR Koncerthuset : salle de concert symphonique, réalisée par l'architecte français Jean Nouvel
- Campus sud de l'université de Copenhague
- Amager Fælled : réserve naturelle

## Projet
À l'horizon 2036, la station DR Byen sera desservie par la future ligne 5 du métro de Copenhague.